# Podolabis fulvus
Podolabis fulvus is een eenoogkreeftjessoort uit de familie van de Ascidicolidae. De wetenschappelijke naam van de soort is voor het eerst geldig gepubliceerd in 1864 door Hesse.